# Kabinettsformat
Kabinettsformat ett för fotografiska porträtt omkring 1866-1930 ofta använt format, 12 x 16,5 cm.
Namnet kommer från benämningen kabinettsstycke för en målning i mindre format, passande för ett mindre rum eller kabinett.